# Luca Paganini
Luca Rudolf Paganini (* 8. Juni 1993 in Rom) ist ein italienischer Fußballspieler. Der Stürmer steht aktuell bei Frosinone Calcio unter Vertrag.

## Karriere
Paganini kam 2011, noch während seiner Juniorenzeit, zu seinem ersten Einsatz für Frosinone Calcio in der Lega Pro Prima Divisione. Nachdem er 2012 in den Profikader übernommen worden war, kam er zu weiteren unregelmäßigen Einsatzzeiten. Für das erste Halbjahr 2013 wurde Paganini an Unicusano Fondi Calcio verliehen, für die er in der Lega Pro Seconda Divisione in 16 Partien zwei Tore erzielte. Nach seiner Rückkehr gelang ihm mit der Mannschaft der Aufstieg in die Serie B, ein Jahr später der Durchmarsch in die Serie A. Seine erste Partie in der Serie A absolvierte Paganini am 23. August 2015 bei der 1:2-Niederlage gegen den FC Turin.

## Erfolge
- Aufstieg in die Serie B: 2013/14
- Aufstieg in die Serie A: 2014/15